# Кендэс Флинн
Ке́ндэс Гертру́да Флинн (англ. Candace Gertrude Flynn) — один из пяти главных персонажей американского мультсериала «Финес и Ферб» производства компании Уолта Диснея. Является старшей родной сестрой Финеса и старшей сводной сестрой Ферба. Постоянно пытается прижучить Финеса и Ферба за их изобретения. В оригинальной версии Кендэс озвучивала Эшли Тисдейл.

## Описание
Кендэс — пятнадцатилетняя девочка-подросток, с длинными рыжими волосами и длинной шей. Голова Кендэс при наиболее частой для неё отрисовке в профиль выглядит как буква «P». Устоявшаяся для большинства серий одежда состоит из красной майки, белой юбки с красным поясом, на ногах красные носки и белые балетки. Рост 5 футов 8 дюймов. День рождения 11 июля (серия «Кендэс теряет голову»). Её поведение немного утрированно: она всё время ворчит, жалуется и одержима своим не слишком приятным поведением застукать своих братьев. На протяжении сериала у неё две цели: прижучить (англ. busted) своих младших братьев, Финеса и Ферба, занимающихся сложными и опасными проектами, чтобы донести на них маме, и сделать Джереми Джонсона своим парнем, но если вторая легко достижима, то первая приносит ей одни огорчения. При этом, как отмечали создатели сериала, в прижучивании братьев она исходит не из низменных побуждений, не из желания разрушить их жизнь, а потому что реально страдает, считает не честным, что им сходит с рук то, на чём у неё обязательно возникли бы проблемы. Но она не простой антагонист, это единственный среди главных героев сериала развивающийся характер (в отличие от её младших братьев, про которых коллеги Дэна Повенмайра по работе над сериалом «Губка Боб» говорили, что они не имеют недостатков, и потому сомнительно, что с ними возможно создать хорошее шоу).
Во многом основой развития сюжета сериала, сюжета отдельных его эпизодов служат проблемы и недостатки Кэндэс и их преодоление, нередко с помощью проектов её братьев. В первом сезоне многие эпизоды были посвящены её поискам популярности, славы певицы, актрисы или фотомодели. На протяжении всего сериала имеются эпизоды, посвящённые её страхам, фобиям (в частности, страх перед пауками, перед высотой, или что кому-то станет известно о её фанатичной любви к детскому шоу об «Уте Момо»), проблемам в отношениях с людьми, в частности, с подругой Стэйси, с парнем, в которого влюблена, Джереми Джонсоном, и преодолением различных страхов в развитии их отношений, несмотря на то, что он, похоже, любит её скорее из-за недостатков Кендэс, а не вопреки им. Она так же не особо любит читать, мало понимает в науке и технике, в чём проигрывает даже своей подруге Стэйси, она всё время хочет представить себя лучше, чем она есть, она хочет казаться более взрослой и в последнем сезоне пытается найти в этом образец для подражания у другой девочки-подростка сериала, готки Ванессы Фуфелшмертц, дочери миллионерши и злого учёного. По счастью, Кендэс очень энергична (хотя и тратит свою энергию в основном на прижучивание братьев), что помогает ей компенсировать множество своих слабостей.
Авторы сериала подразумевают, что Кендэс в итоге сумеет преодолеть свои недостатки. Согласно серии «Уже не маленький», через десять лет станет юристом. Согласно серии «Квантовый трип-хоп Финеса и Ферба», через 20 лет Кендэс, как и планировала, выйдет замуж за Джереми Джонсона и станет серьёзной и ответственной матерью для дочери Аманды (англ. Amanda) и сыновей Ксавье (англ. Xavier) и Фреда.

## Создание персонажа
По словам Дэна Повенмайра, при создании образа Кендэс он взял за основу работу Дженнифер Грей в фильме «Феррис Бьюллер берёт выходной» (роль сестры-ябеды).
Ключевая фраза Кендэс (англ. You are so busted) ранее уже использовалась игравшей её Эшли Тисдейл во время её работы в сериале «Жизнь Зака и Коди», в эпизоде «Поцелуйчики и баскетбол» 2006 года.
Композитор сериала Дэнни Якоб при написании музыки Кендэс в момент прижучивания братьев придерживался музыкальных образов из фильма «Волшебник страны Оз», за основу музыкальной темы Кендэс им был взят напев популярной детской хороводной игры Ring a Ring o' Roses.

## Оценка критиками
Common Sense Media оценили Кендэс в десятке худших образцов для подражания для детей, представленных на ТВ, назвав её «истеричным и плаксивым стереотипом девочки» и отметив, что «её основной мотивацией является причинение проблем родным братьям и всяческое потакание её кавалеру».
Описывая Кендэс, критик Дэвид Перлмуттер заметил, что сказать «легковозбудимая» про неё было бы слишком мягким определением, но она постепенно сбрасывает многие свои страхи, чтобы стать компетентной молодой леди во многих аспектах. Она похожа на персонажей с чертами синдрома Аспергера своей зацикленностью, из-за которой почти теряет свою лучшую подругу Стэйси.
Без её постоянных замыслов и жалоб на всех и всё вокруг неё, по мнению критика, шоу остановилось бы. Он оправдывает, считает неудивительными её истеричность, частые побеги в комнату паники вместе с игрушечным медвежонком при таких постоянных неудачах и поражениях, которые она терпит не только по поводу братьев, но и от маленькой Сьюзи, не по возрасту хитрой и коварной младшей сестры Джереми, которая противопоставляет ей в борьбе свой малый возраст, ту же непреодолимую силу, от которой она терпит поражения в стремлении прижучить братьев.